# 葛西親信
葛西 親信（かさい ちかのぶ）は、戦国時代の大名。葛西氏の第16代当主。父は葛西晴胤。弟に葛西晴信がいる。近年では「義重」が正しい名前だったとする説もある。生母は江刺氏。

## 略歴
弘治元年（1555年）、晴胤の死で家督を相続し、大崎氏と抗争した。しかし病弱であったため、永禄3年（1560年）、家督を継いでわずか5年後に病死した。年の離れた実弟・晴信が跡を継いだ。